# Imanol Pradales
Imanol Pradales Gil, né le 21 avril 1975 à Santurtzi (Biscaye), est un homme politique espagnol membre du Parti nationaliste basque (EAJ-PNV). Il est président du gouvernement basque depuis 2024.
Après une carrière d'universitaire, il entre en politique en 2011, comme membre de l'exécutif de Biscaye, au sein duquel il siège 13 ans. Il est d'abord délégué au développement économique, puis aux questions relative aux infrastructures.
En 2024, dans une stratégie assumée de renouvellement générationnel, l'EAJ-PNV en fait son chef de file aux élections régionales en remplacement d'Iñigo Urkullu, qui avait été son professeur dans le secondaire. Le scrutin débouche sur une victoire en voix du Parti nationaliste et une égalité en sièges avec EH Bildu.
Grâce au renouvellement de l'entente en place depuis huit ans avec le Parti socialiste, Imanol Pradales est en mesure d'accéder au pouvoir.

## Vie privée
Imanol Pradales Gil naît le 21 avril 1975 à Santurtzi, en Biscaye. Fils de militants du Parti nationaliste basque (EAJ-PNV) et aîné d'une fratrie de quatre, il grandit dans une famille modeste du quartier ouvrier de Mamariga et originaire de la province de Burgos.
C'est dans le cadre de sa pratique de l'aviron qu'il rencontre sa future épouse. Le couple a un enfant. En 2005, ils s'installent à Portugalete.

## Formation et vie professionnelle
La scolarité d'Imanol Pradales passe par l'ikastola « Asti Leku » de Portugalete, où il a notamment comme enseignant Iñigo Urkullu.
Il obtient une licence en sociologie et sciences politiques à l'université de Deusto, qu'il complète par un master en gestion de la connaissance à l'université polytechnique de Madrid. Il passe ensuite avec succès un doctorat en sciences politiques et sociologie à l'université de Deusto. Il finance ses études en licence grâce à l'indemnisation reçue par son grand-père pour ses blessures lors du bombardement d'Otxandio pendant la Guerre civile.
Par la suite, il devient professeur universitaire à l'université de Deusto. Il se met en disponibilité en 2007 pour prendre la direction de Bizkaia:Talent, une structure portée par la députation forale de Biscaye, des entreprises et des établissements d'enseignement supérieur destinée à attirer, retenir et faire émerger des talents en Biscaye.

## Engagement politique

### Élu en Biscaye
Les premiers contacts d'Imanol Pradales avec le monde politique se produisent alors qu'il enseigne à l'université. Le président du Parti nationaliste basque en Biscaye, Iñigo Urkullu, le sollicite à plusieurs reprises pour lui remettre des rapports.
Le 28 juin 2011, il est nommé député à la Promotion économique de la députation forale de Biscaye par le député général réélu José Luis Bilbao (es). Il est le seul nouveau membre de l'exécutif du territoire historique qui en compte désormais huit.
Lorsque Unai Rementeria (es) prend la présidence de la députation après les élections de 2015, Imanol Pradales est l'un des deux seuls députés sortants confirmés, comme député au Développement économique et territorial. Son portefeuille est modifié le 27 juin 2019, quand Unai Rementeria le nomme député aux Infrastructures et au Développement territorial. Il est confirmé le 5 juillet 2023 par la nouvelle députée générale, Elixabete Etxanobe (eu).
Il démissionne le 29 février 2024, à la suite de la convocation des élections régionales auxquelles il se présente comme chef de file du Parti nationaliste

### Chef de file aux élections régionales

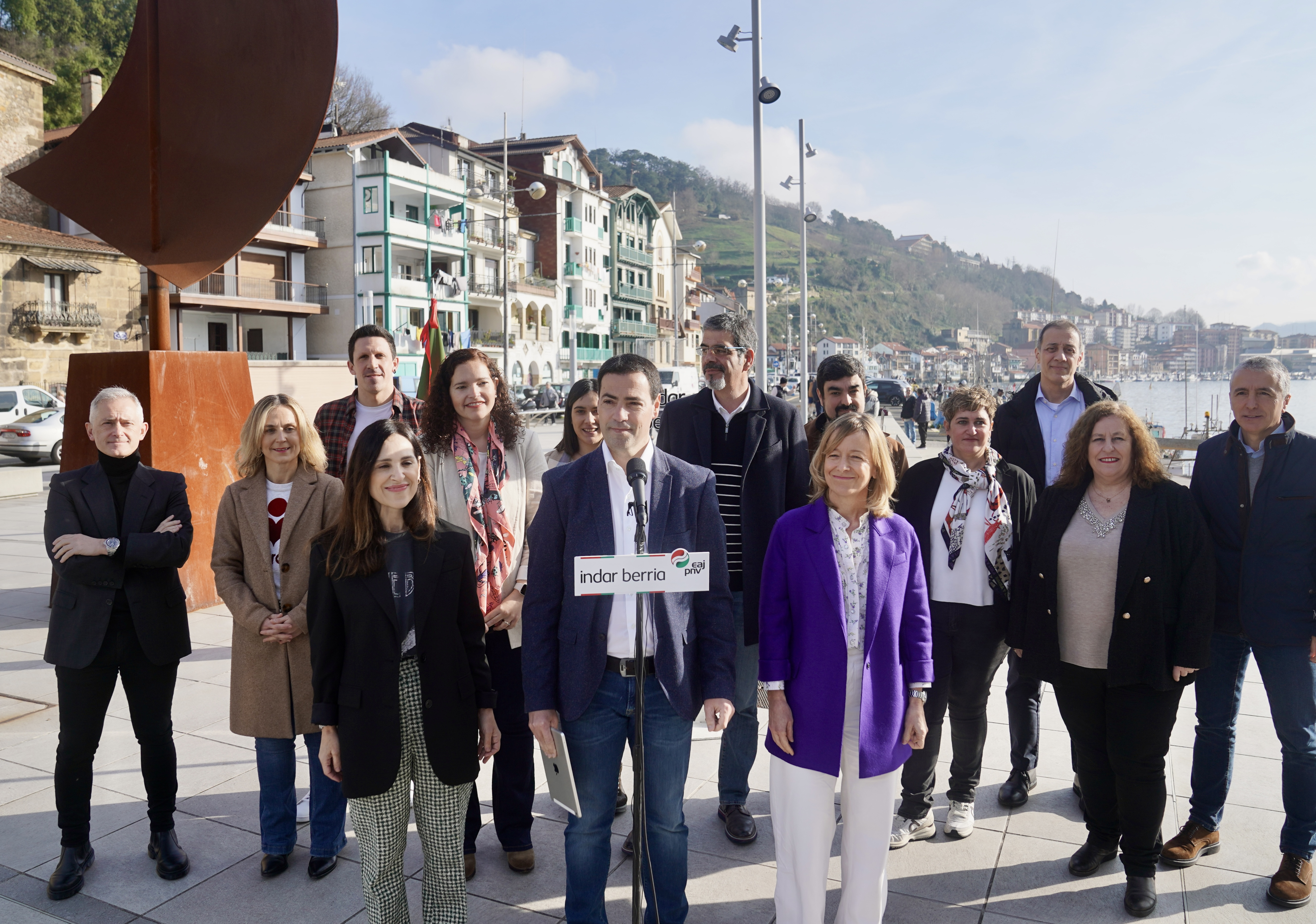
Imanol Pradales remplace Iñigo Urkullu comme chef de file du PNV pour les élections régionales de 2024.

Le 24 novembre 2023, la presse révèle que le Parti nationaliste basque a informé le président du gouvernement basque Iñigo Urkullu qu'il n'a pas l'intention de le désigner chef de file aux élections régionales de 2024, après douze ans au pouvoir. Il entend ainsi promouvoir une image de changement et de modernisation alors que son hégémonie historique est menacée par l'ascension d'EH Bildu. La commission exécutive du parti indique le lendemain qu'elle entend proposer la candidature d'Imanol Pradales, revendiquant effectivement un changement de génération. Désigné tête de liste dans la circonscription de Biscaye le 24 janvier 2024, il est unanimement ratifié comme chef de file électoral trois jours plus tard.
Au cours de la campagne électorale, il est victime d'une agression le 16 avril 2024, lorsqu'un homme l'asperge de gaz poivre à la fin d'un meeting à Barakaldo. Pris en charge à l'hôpital, il ressort dans la soirée et peut ainsi participer au débat télévisé entre les sept candidats aux élections organisé par EiTB.
Au soir des élections régionales du 21 avril 2024, l'EAJ-PNV arrive en tête avec environ deux points d'avance sur EH Bildu, et tous deux remportent le même nombre de députés, 27 sur les 75 du Parlement. Le bon résultat du Parti socialiste (PSE-EE-PSOE) assure cependant son accession au pouvoir, puisque la coalition formée depuis huit ans entre nationalistes et socialistes conserve sa majorité absolue des sièges.

### Président du gouvernement basque

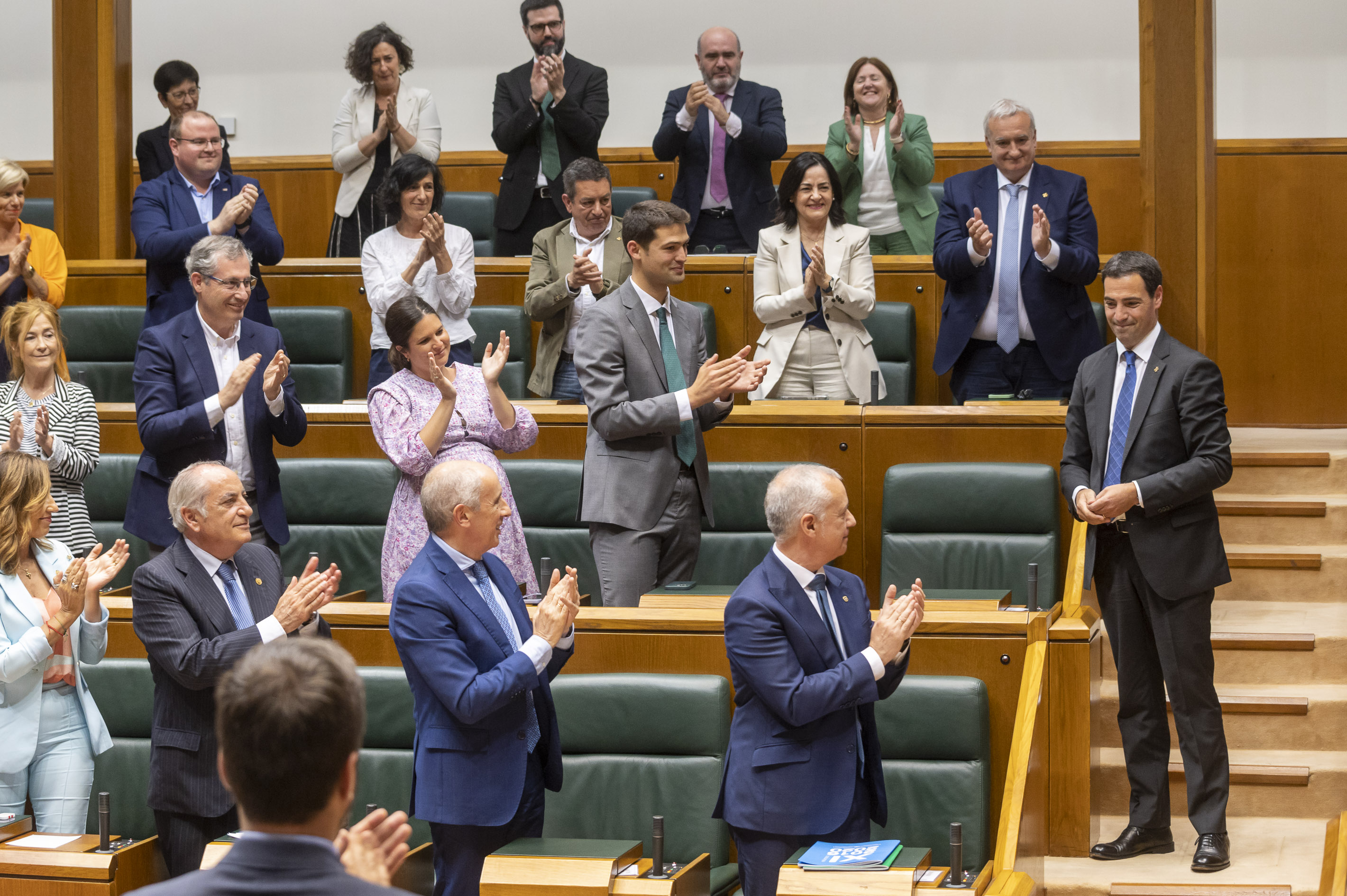
Imanol Pradales est investi lehendakari le 20 juin 2024.

Les deux partis entament le 29 avril des négociations en vue de reconduire leur entente, qui se concluent positivement le 10 juin. Le 21 mai 2024, la présidente du Parlement Bakartxo Tejeria annonce que la séance d'investiture se tiendra le 20 juin suivant, et que l'entrée en fonction lors de la cérémonie d'assermentation se tiendra sous l'arbre de Guernica deux jours après. Après la présentation puis le débat autour de son programme de gouvernement, Imanol Pradales est élu président du gouvernement basque par 39 voix favorables, contre 27 au candidat d'EH Bildu Pello Otxandiano lors de la séance du 20 juin.
Il prête serment le 22 juin suivant sous l'abre de Guernica en présence de 300 invités, dont ses prédécesseurs Carlos Garaikoetxea, Juan José Ibarretxe, Patxi López et Iñigo Urkullu, qui lui remet le bâton du lehendakari, ainsi que de la vice-présidente du gouvernement et ministre des Finances espagnole María Jesús Montero. Il prononce la formule uniquement en basque et évite de faire référence à la Couronne et à la Constitution espagnoles. Il dévoile peu après la composition de son gouvernement, qui compte deux vice-présidents et entre en fonction le 25 juin.